# Мега-
мега- (на старогръцки: μέγας - голям) е десетична представка от система SI въведена през 1960 г. Означава се с M и означава умножение с 106 (1 000 000, един милион).
Примери:
3,23 MW = 3,23 × 106 W = 3 230 000 W
2 MΩ = 2 × 106 Ω = 2 000 000 Ω
4,7 MB = 4,7 × 106 B = 4 700 000 B